# Montgomery Biscuits
Montgomery Biscuits är en professionell basebollklubb som spelar i Southern League i Minor League Baseball på nivån AA, den tredje högsta nivån i Nordamerika. Klubben är hemmahörande i Montgomery i Alabama. Den bildades 1973 som en farmarklubb till Minnesota Twins men är sedan 1999 farmarklubb till Tampa Bay Rays, vilket de blev året efter att Rays bildades. Klubben har däremellan varit en del av Chicago Cubs organisation (1993–1997) och Seattle Mariners (1998).
Mellan 1973 och 2004 spelade man i Orlando i Florida, cirka två timmars bilfärd från Saint Petersburg där Tampa Bay Rays spelar sina hemmamatcher.

## Klubbens tidigare namn
- Orlando Twins (1973–1989)
- Orlando SunRays (1990–1992)
- Orlando Cubs (1993–1996)
- Orlando Rays (1997–2003)